# خوسيه مانويل بالاسيوس بارا
خوسيه مانويل أوغوستو بالاسيوس بارا (من مواليد 11 سبتمبر 1974)هو مهندس معماري تشيلي ومخطط حضري وسياسي. يشغل حاليا منصب عمدة بلدية لا رينا ويشغل منصب نائب الرئيس في حزبه، الاتحاد الديمقراطي المستقل (Udi).

## سيرة شخصية
درس الهندسة المعمارية في جامعة سانتياغو دي شيلي. وهو متزوج من أليخاندرا بايزا سيجالي، الذي لديه ابن.

## الحياة السياسية
كان مستشارا للملكة في الفترتين 2008-2012 و 2012-2016. كان مرشحا لحزبه في الانتخابات البلدية لعام 2016 لعمدة بلدية لا رينا. تم انتخابه عمدة بنسبة 39.68 ٪ من الأصوات، متجاوزا رئيس البلدية الحالي، راؤول دونكاستر فرنانديز. .
وهو عضو في الاتحاد الديمقراطي المستقل (Udi)، وهو حزب يشغل منصب نائب الرئيس منذ ديسمبر 2020، بعد انتصار القائمة التي يرأسها النائب خافيير ماكايا دانوس. .

## التاريخ الانتخابي
- الانتخابات البلدية لعام 2008 لمجلس بلدية لارينا [2]

| مرشح                       | عهد                | تطابق | الأصوات | ٪     | حصيلة    |
| -------------------------- | ------------------ | ----- | ------- | ----- | -------- |
| ماريا غازموري شلاير        | تحالف              | RN    | 6386    | 14.11 | عضو مجلس |
| توماس فوينتيس باروس        | تحالف              | RN    | 4793    | 10.59 | عضو مجلس |
| خوسيه مانويل بالاسيوس بارا | تحالف              | UDI   | 4479    | 9.90  | عضو مجلس |
| فرانسيسكو أوليا كامبوس     | التوفيق الديمقراطي | $     | 3395    | 7.50  | عضو مجلس |
| باميلا جاليجوس مينجوني     | تحالف              | UDI   | 3215    | 7.10  | عضو مجلس |
| أدريانا مونيوز باريينتوس   | التوفيق الديمقراطي | PPD   | 2603    | 5.75  | عضو مجلس |

### الانتخابات البلدية 2012
- الانتخابات البلدية لعام 2012 للمجلس البلدي لارينا [3]

| مرشح                       | عهد                | تطابق           | الأصوات | ٪     | حصيلة    |
| -------------------------- | ------------------ | --------------- | ------- | ----- | -------- |
| خوسيه مانويل بالاسيوس بارا | الائتلاف           | UDI             | 6001    | 16.22 | عضو مجلس |
| سارة كامبوس سالاتو         | التوفيق الديمقراطي | العاصمة         | 3832    | 10.36 | عضو مجلس |
| ماريا غازموري شلاير        | الائتلاف           | RN              | 3377    | 9.13  | عضو مجلس |
| فرانسيسكو أوليا كامبوس     | التوفيق الديمقراطي | $               | 2381    | 6.44  |          |
| بيدرو ديفيس أورزوا         | من أجل تشيلي فقط   | إنديانا         | 1948    | 5.26  | عضو مجلس |
| جانيت فرنانديز بيزارو      | الائتلاف           | RN              | 1752    | 4.74  |          |
| باميلا جاليجوس مينجوني     | الائتلاف           | UDI             | 1702    | 4.60  | عضو مجلس |
| أدريانا مونيوز باريينتوس   | التوفيق الديمقراطي | PPD             | 1542    | 4.17  | عضو مجلس |
| موريسيو فالديراما فينيغاس  | من أجل تشيلي فقط   | العلاقات العامة | 1204    | 3.25  |          |
| نيكولاس بريوس هيريرا       | التوفيق الديمقراطي | العاصمة         | 1172    | 3.17  | عضو مجلس |
| نيكولاس ميناريس موراليس    | التغيير من أجلك    | طليعة           | 1022    | 2.76  |          |
| إميليو إدواردز غانداريلاس  | الائتلاف           | UDI             | 760     | 2.05  | عضو مجلس |

### 2016 الانتخابات البلدية
- الانتخابات البلدية لعام 2016 لرئاسة بلدية دي لا رينا [4]

| مرشح                       | عهد               | تطابق | الأصوات | ٪     | حصيلة |
| -------------------------- | ----------------- | ----- | ------- | ----- | ----- |
| خوسيه مانويل بالاسيوس بارا | تشيلي تعال        | UDI   | 12،791  | 39.68 | عمدة  |
| راؤول دونكاستر فرنانديز    | أغلبية جديدة      | PDC   | 12،145  | 37.75 |       |
| كاتالينا فالينزويلا موريرا | البديل الديمقراطي | PH    | 1،205   | 3.74  |       |
| بيدرو ديفيس أورزوا         | مستقل             | مستقل | 5،541   | 17.19 |       |

### الانتخابات البلدية لعام 2021
- الانتخابات البلدية لعام 2021 لاختيار رئيس بلدية لارينا

| مرشح                       | عهد                   | تطابق   | الأصوات | ٪ | حصيلة |
| -------------------------- | --------------------- | ------- | ------- | - | ----- |
| خوسيه مانويل بالاسيوس بارا | تشيلي تعال            | UDI     |         |   |       |
| سارة كامبوس سالاتو         | متحدون من أجل الكرامة | العاصمة |         |   |       |